# صنوبر بروتي
الصنوبر البروتي نوع يتبع جنس الصنوبر وينتمي من ناحية الجغرافية النباتية إلى الجزء الشرقي من حوض البحر الأبيض المتوسط ممثلاً بمساحات غابية متفاوتة في سوريا ولبنان وتركيا وقبرص واليونان.

## البيئة والانتشار
يتواجد الصنوبر البروتي في الحالة الطبيعية بارتفاعات تتراوح بين سطح البحر وبين ارتفاع 600 م ويصل حتى 1200 م في الأجزاء الجنوبية من مناطق توزعه. في الوطن العربي يوجد في جبال اللاذقية وجبل لبنان.

## الوصف النباتي
شجرة متوسطة الحجم تصل في الطول إلى 20-35 م ويصل قطر الجذع إلى 1 م، الأوراق إبرية، القلف برتقالي محمر ومتشقق

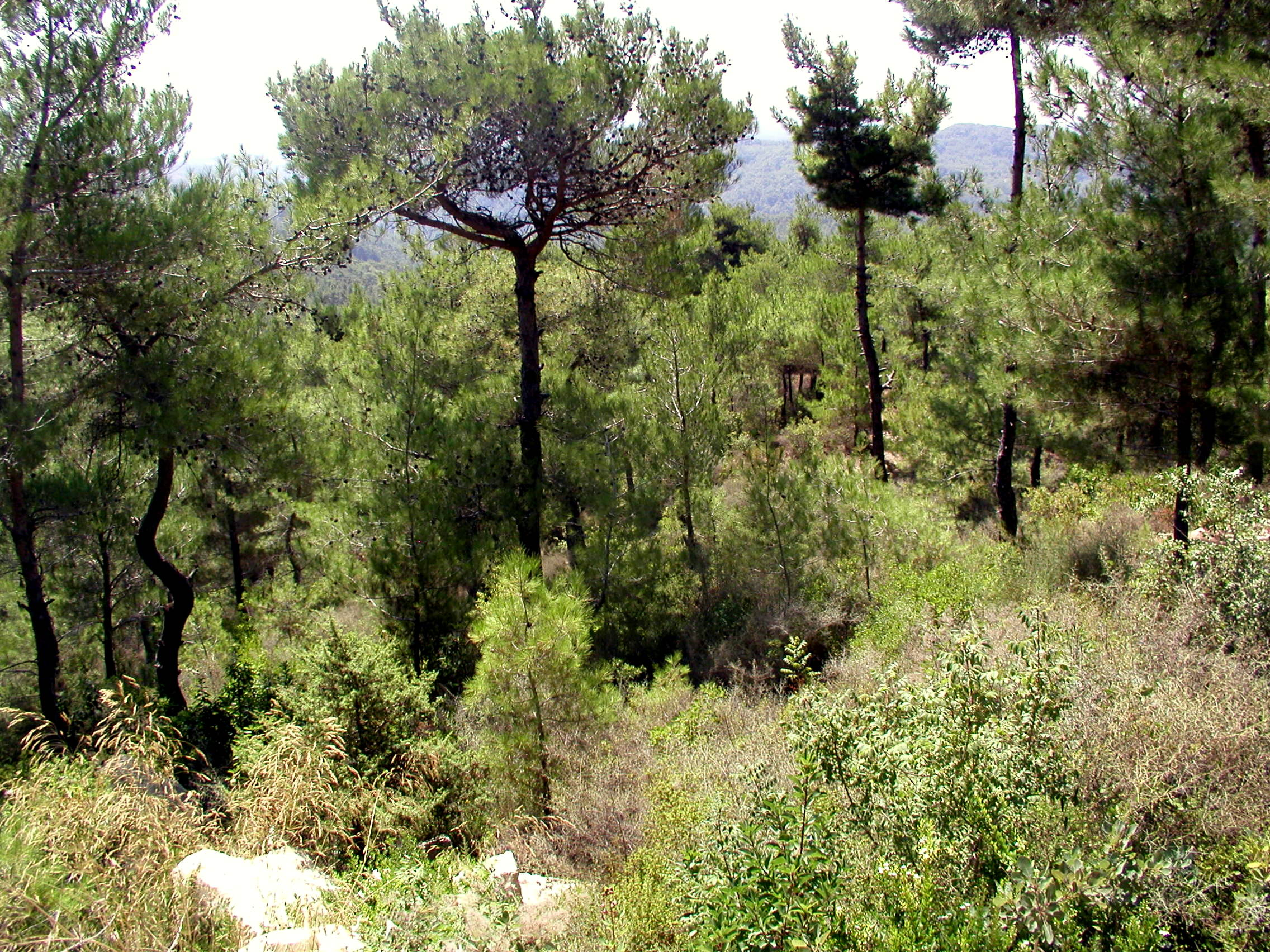
صنوبر بروتي في غابات كسب